# Basavanahalu, Davanagere
Basavanahalu là một làng thuộc tehsil Davanagere, huyện Davanagere, bang Karnataka, Ấn Độ.